# 1928 KTH
1928 KTH – polski klub hokejowy z siedzibą w Krynicy-Zdroju.

## Historia
Pierwotnie w mieście funkcjonował od 1928 klub KTH Krynica, który przed rozpoczęciem sezonu 2012/2013 I ligi klub został wycofany z rozgrywek. W tym czasie zaistniał zespół KKH Kaszowski Krynica z byłymi zawodnikami KTH w składzie, który występował w sezonie 2012/2013 II ligi. Pod koniec kwietnia 2013 roku postanowiono o przekształceniu tego zespołu w klub pod nazwą 1928 KTH i zgłoszeniu go do sezonu I ligi w sezonie 2013/2014. Nazwa stowarzyszenia prowadzącego klub nawiązuje do wieloletniej tradycji klubu KTH Krynica.
Równolegle pod auspicjami klubu rozgrywek Polskiej Hokej Ligi w sezonie 2013/2014 została zgłoszona drużyna mianowana 1928 KTH Krynica, której trenerem przygotowującym został szkoleniowiec reprezentacji Polski Igor Zacharkin, a wraz z nim jako konsultant Wiaczesław Bykow, trener bramkarzy Kiriłł Korieńkow oraz Jacek Płachta. W trakcie sezonu PHL do 22 listopada 2013 odeszli z zespołu gracze polscy, pochodzący spoza Krynicy. Do tego czasu drużyna zajmowała pierwsze miejsce w tabeli PHL. Od tego czasu w zespole ekstraligowym występowali zawodnicy ze składu pierwszoligowej drużyny KTH. Trener Płachta pracował z drużyną do końca listopada 2013 Wobec ograniczonej ilości zawodników, władze klubu zdecydowały o zaprzestaniu występów w I lidze i skupieniu się na rozgrywkach w PHL. W sierpniu 2014 klub nie uzyskał licencji na występy w PLH, po czym otrzymał licencję na grę w I lidze.
Drużyna 1928 KTH przystąpiła do sezonu II ligi 2016/2017. 2 kwietnia 2017 zespół wygrał te rozgrywki w turnieju finałowym w Łodzi. W 2016 zostało powołane stowarzyszenie Academy 1928 KTH Krynica-Zdrój. Drużyna pod tą nazwą w 2016 przystąpiła do rozgrywek European University Hockey League (EUHL) i była prowadzona przez Rosjanina Andrieja Parfionowa. Kierowana przez tego szkoleniowca drużyna seniorska wygrała rozgrywki II ligi edycji 2016/2017, po czym przystąpiła do edycji I ligi polskiej 2017/2018. Pod koniec stycznia 2018 miejsce Parfionowa zajął Eduard Matiuchin, szkoleniowcem bramkarzy został Kiriłł Korieńkow, a stanowisko odpowiedzialne za rozwój dyscypliny objął Igor Zacharkin.

## Osiągnięcia
- Półfinał Pucharu Polski: 2013
- Złoty medal II ligi: 2017

## Kadra 1928 KTH w sezonie I ligi2013/2014i PHL2013/2014
(Opracowano na podstawie materiałów źródłowych:)
| Sztab szkoleniowo-techniczny (I liga): - Robert Błażowski – I trener - Mateusz Dubel – grający asystent trenera - Piotr Mytnik – kierownik - Piotr Calik – masażysta - Mariusz Cetnarowski – fizjoterapeuta |  | Bramkarze: - Anton Janin - Daniel Kachniarz - Maciej Marszał - Kamil Skórski - Łukasz Sułkowski Obrońcy: - Łukasz Dudzik - Remigiusz Gazda - Jakub Gimiński - Kamil Górecki - Krzysztof Kozak - Dawid Kruczek - Maciej Kruczek - Grzegorz Myjak - Piotr Pach - Tomasz Zieliński |  | Napastnicy: - Marek Bryła - Marek Cieślicki - Marcin Czajka - Mateusz Dubel - Grzegorz Horowski - Michał Karcz - Karol Kisielewski - Krzysztof Kozak - Sławomir Krokosz - Dariusz Janowiec - Grzegorz Leśniak - Damian Maczuga - Dawid Majoch - Kamil Pawlik - Filip Pesta - Damian Zabawa |